# Sativanina
La sativanina es un compuesto alcaloide tóxico que puede ser encontrado en el organismo vegetal Ziziphus sativa. Por ello, presenta un parecido con la zizifina. La sativanina pertenece al grupo de los alcaloides ciclopeptídicos. Además, cabe destacar que existen diferentes variedades de sativanina y no una sola. Es el caso de la sativanina-A, la sativanina-B o la sativanina-H. Así, la primera presenta un cierto parecido estructural con la integerrina y la segunda con la nummulina-G. Existen un total de nueve variedades.